# Airlangga

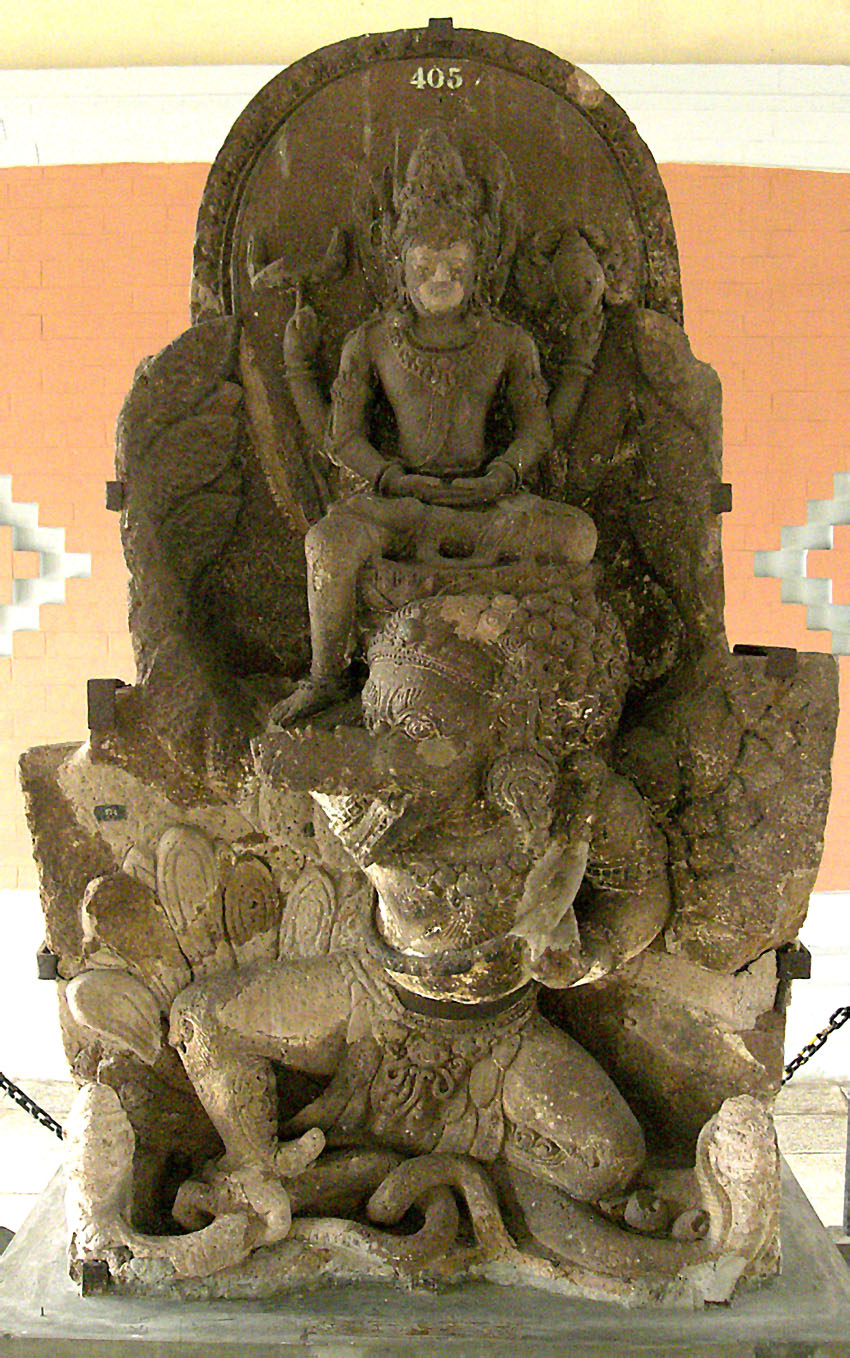
Airlangga bestijgt de vogel Garuda op dit hindoeïstische beeld.

Koning Airlangga (ook: Erlangga) van Kahuripan (Bali, 991 – Java, 1049) was een hindoeïstisch Balinees vorst die in de elfde eeuw heel Oost-Java onder zijn bestuur wist te verenigen. Hij wist het door oorlogen geteisterde gebied opnieuw tot bloei te brengen, maar zijn rijk was geen lang leven beschoren. Airlangga regeerde van 1019 tot 1042. De naam Airlangga betekent 'opspringend water'.
Airlangga was een verre neef van de laatste koning van het koninkrijk Mataram, Dharmawangsa Teguh, die in 1016 om het leven kwam. Dat betekende het einde van het koninkrijk Mataram.
Hij was de oudste zoon van de koning van Bali, Udayana Warmadewa. Udayana Warmadewa kwam oorspronkelijk uit Cambodja. Hij was een vazal van koning Dharmawangsa Teguh en getrouwd met Mahendradatta, een achterkleindochter van Mpu Sindok. Airlangga verloofde zich met een dochter van koning Dharmawangsa Teguh. Toen in 1016 de aanval op de hoofdstad van Mataram plaatsvond en de hele koninklijke familie werd uitgemoord, was hij daar ook aanwezig. Hij was toen zestien jaar oud. Hij wist te vluchten en vond onderdak bij enkele asceten op de berg Vanagiri. Hij verbleef daar vier jaar. Toen benaderde een groep van notabelen en brahmaanse priesters hem en vroeg hem om koning te worden in de plaats van zijn schoonvader Dharmawangsa Teguh. Het gebied waarover hij toen heerste besloeg niet meer dan een eiland tussen Surabaya en Pasuruan. Maar na tien jaar begon hij aan het herwinnen van het oude gebied van Mataram in Oost-Java, daarbij geholpen door de verzwakking die Shrivijaya had ondergaan door de aanval van de koning van het Chola-rijk. Het is mogelijk dat Airlangga eerder al in 1022 zijn vader was opgevolgd als koning van Bali. Dit eiland had niet geleden onder de aanval van 1016. In 1037 besteeg hij de leeuwentroon in Kahuripan, dat iets landinwaarts bij het begin van de monding van de Brantas lag. Daar werd voor de koning een nieuwe residentie gebouwd.
Airlangga probeerde met Shrivijaya een goede relatie op te bouwen en bezegelde dat met een huwelijk met een prinses uit het geslacht van de Shailendra's. Ter ere van dit feest dichtte Mpu Kanwa een Oud-Javaanse kakawin (poëtisch epos), de Arjunawiwaha (huwelijk van Arjuna), geschreven tussen 1028 en 1035. Het wordt vermoed dat Airlangga toen deze prinses in 1041 stierf het klooster Pucangan stichtte. Andere literaire werken die dankzij zijn regering tot stand kwamen waren een wetboek, de Shivasasana, en drie zangen uit de Mahabharata. 
Airlangga stierf in 1049. Al in 1042 wilde hij zich terugtrekken uit het openbare leven. Hij werd monnik, maar bleef nog wel doorregeren. In 1045 besloot hij zijn rijk tussen zijn twee zonen te verdelen. Het oostelijk deel, Janggala geheten, kreeg Kahuripan als hoofdstad. Het westelijk deel, Panjalu, kreeg als hoofdstad Daha, beter bekend onder de naam Kediri. Uiteindelijk werd Janggala in het koninkrijk van Kediri opgenomen.
Na zijn dood werden de stoffelijke resten van Airlangga bijgezet in een candi, in dit geval een tempel met een vijver om in te baden in Belahan. Daar is een mooi beeldhouwwerk gevonden van Vishnu begeleid door twee vrouwen, zie de foto op deze pagina. Waarschijnlijk stelt het beeld Airlangga en twee gemalinnen voor. Het woord candi is het gewone Indonesische woord voor tempel, maar de meer specifieke betekenis van dit woord is dat in een candi de stoffelijke resten van koningen en belangrijke priesters waren opgeslagen. In de Javaanse devaraja-cultuur wordt aangenomen dat de monarch de incarnatie van een bepaalde godheid is, en dat na de dood hun ziel met die godheid wordt verenigd, en dus als zodanig vereerd wordt in een tempel, opgedragen aan de overleden ziel van de monarch.